# Ruff Ryders' Anthem
"Ruff Ryders' Anthem" é o quarto e último single do rapper DMX do seu álbum de estreia It's Dark and Hell Is Hot. Foi eleito o número 79 na lista das 100 Maiores Canções do Hip-Hop da VH1. Nos Estados Unidos alcançou o número 94 na parada Billboard Hot 100.

## Remixes
Três remixes foram feitos:
- "Ruff Ryders' Anthem" (Official Remix) feat. The L.O.X., Drag-On e Eve
- "Ruff Ryders' Anthem" (Unofficial Remix) feat. Lil' Scrappy, Mystikal, 50 Cent, 2Pac e Notorious B.I.G.
- "Ruff Ryders' Anthem" (Unofficial Remix 2) feat. DJ Clue, Jadakiss, Styles, Drag-On, & Eve.

O terceiro remix está no videogame Grand Theft Auto: Liberty City Stories na estação de rádio fictícia "The Liberty Jam". É também a primeira participação de Eve em uma canção, que viria a se tornar uma estrela nos anos seguintes.

## Posições nas paradas
| Parada                                            | Posição |
| ------------------------------------------------- | ------- |
| E.U.A. Billboard Hot 100                          | 68      |
| E.U.A. Billboard Hot R&B/Hip-Hop Singles & Tracks | 32      |

## References
1. ↑  VH1's Greatest Songs of Hip Hop